# Karl Wilhelm Runte
Karl Wilhelm Runte (* 10. August 1792 in Biggenhammer; † 12. August 1864 in Orpethal) war ein deutscher Faktor und Politiker.
Runte war der Sohn des Faktors Johann Christian Runte (1757–1821) und dessen Ehefrau Johanne Elisabeth, geborene Plücker (1764–1829). Er heiratete am 15. April 1827 in Helmighausen Sara Johanne Friederike Happe (* 1802). Runte war Faktor auf dem Biggenhammer bei Orpethal.
Nach der Märzrevolution war er 1848 bis 1849 Abgeordneter im Landtag des Fürstentums Waldeck-Pyrmont. Er wurde im III. ländlichen Wahlkreis gewählt.